# Ugarit

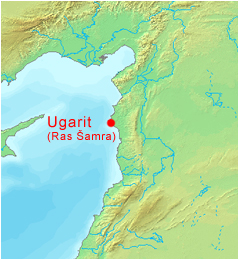
Poloha

Ugarit je vlastní název městského státu v Sýrii , který dosáhl svého největšího rozsahu na konci své existence, tj. na konci doby bronzové (cca 2000 – 1185 př. n. l.). Zničeno bylo pravděpodobně nájezdem tzv. mořských národů v 12. století př. n. l. Město se nachází v lokalitě dnes nazývané Ras Šamra („Fenyklový mys“), 35 st. 35' sev. šířky a 35 st. 45' vých. délky, asi 1 km od pobřeží Středozemního moře. Město bylo významné svou polohou, neboť sloužilo hlavně jako přístav obchodující s (kyperskou) mědí.

## Dějiny objevu
Lokalita byla objevena relativně pozdě, až v roce 1928, kdy oráč Mahmúd az-Zír narazil na zbytky prastaré hrobky. Mahmúd se zmocnil obsahu a začal jej rozprodávat. Na místo se záhy dostavili francouzští archeologové pod vedením Charlese Virolleauda.
Vykopávky zahájil v květnu 1929 Claude Schaeffer. Velmi brzy se začaly objevovat kromě budov i hliněné tabulky popsané do té doby neznámým klínovým písmem. Ty byly publikovány téměř okamžitě po svém nálezu. Již v roce 1930 byla sestavena první téměř kompletní abeceda ugaritského klínového písma a začalo se rozvíjet studium ugaritštiny, specifického jazyka lidu tohoto města/státu.
Na povrch se tak dostalo staré semitské město, známé do té doby jen z písemných pramenů okolních národů a měst.

## Dějiny města
Archeologie dokládá souvislé osídlení lokality již od 6. tisíciletí př. n. l., ale je možné, že byla osídlena již v 8. tisíciletí př. n. l. První písemné záznamy o Ugaritu pocházejí z města Ebly (3. tisíciletí, raná doba bronzová). Po pádu Ebly nastává v oblasti mocenské vakuum. Ugarit byl asi na sto let opuštěn, ale na začátku 2. tisíciletí je opět osídlen. V oblasti mezi tím vakuum zaplňuje mocnost Jamhad, do jejíž sféry vlivu spadá i Ugarit. Z této doby se dochovala zpráva o pouti posledního marijského panovníka Zimrilima do Ugaritu. Zdokumentovány jsou také časté kontakty s Egyptem, který výrazně ovlivnil ugaritskou kulturu a umění.

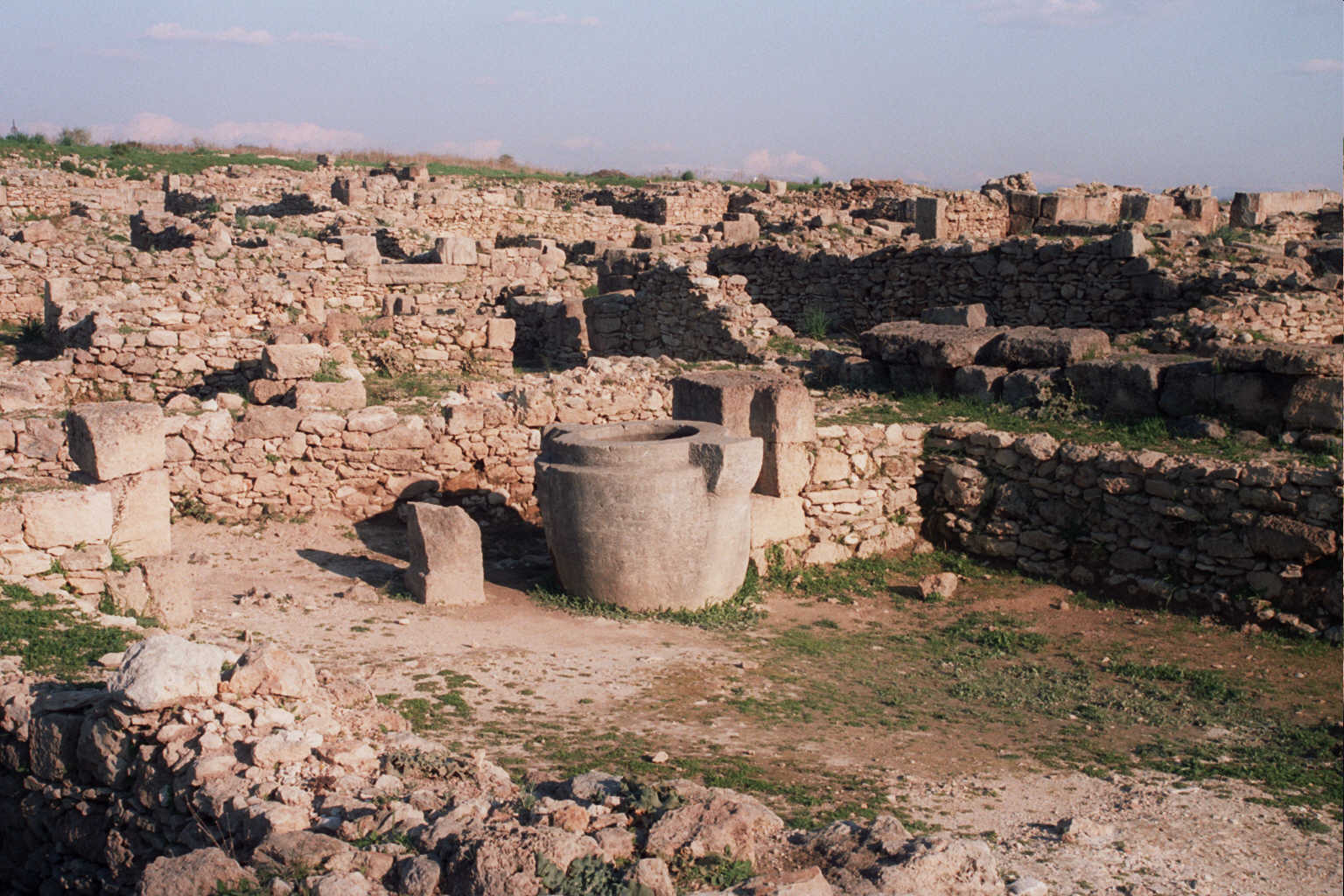
Ras Šamra

Říše Jamhad pozvolna podlehla tlaku Chetitů a churritských Mitannců. Po vpádu Thutmose I. v roce 1520 př. n. l. nastává zlaté období Ugaritu, jelikož se stal součástí dominantní churritské konfederace Mitanni.
V oblasti panovaly neustálé boje mezi Churrity, Chetity a Egyptem. Přibližně od dob faraona Thutmose IV. (1426–1417) skončilo nepřátelství mezi Churrity a Egypťany, kteří spojili své síly proti společné chetitské hrozbě. Ugarit pomalu a nenásilně přešel pod vliv Egypta. V bohaté el-amarnské korespondenci se nachází několik listů psaných v Ugaritu. Mimo jiné se dozvídáme o chetitské snaze přetáhnout Ugarit na svou stranu proti Egyptu. Když začal egyptský vliv v oblasti slábnout, byl Ugarit nucen uzavřít v polovině 14. století smlouvu (snad i vazalskou) s na jihu se rozkládajícím královstvím Amuru, které se otevřeně přidalo na stranu Chetitů proti Egyptu. Tím se do chetitské sféry vlivu dostal i Ugarit. Když v roce 1340 procházeli Chetité vítězně celou Sýrií, byl již Ugarit (pod vedením svého vládce Niqmadu II., 1350–1315) zcela na jejich straně a napomáhal definitivní porážce Mitanni. Ugarit díky zásadnímu chetitskému vítězství získal značná nová území, byl však na druhé straně povinován značnými vazalskými povinnostmi vůči vládnoucím Chetitům.
Za vlády Niqmaduova syna Ar-halby (1315–1313) došlo pravděpodobně k pokusu přejít zpět pod egyptský vliv, avšak Ar-halba byl za pomoci Chetitů sesazen a na jeho místo dosedl jeho bratr Niqmepa.

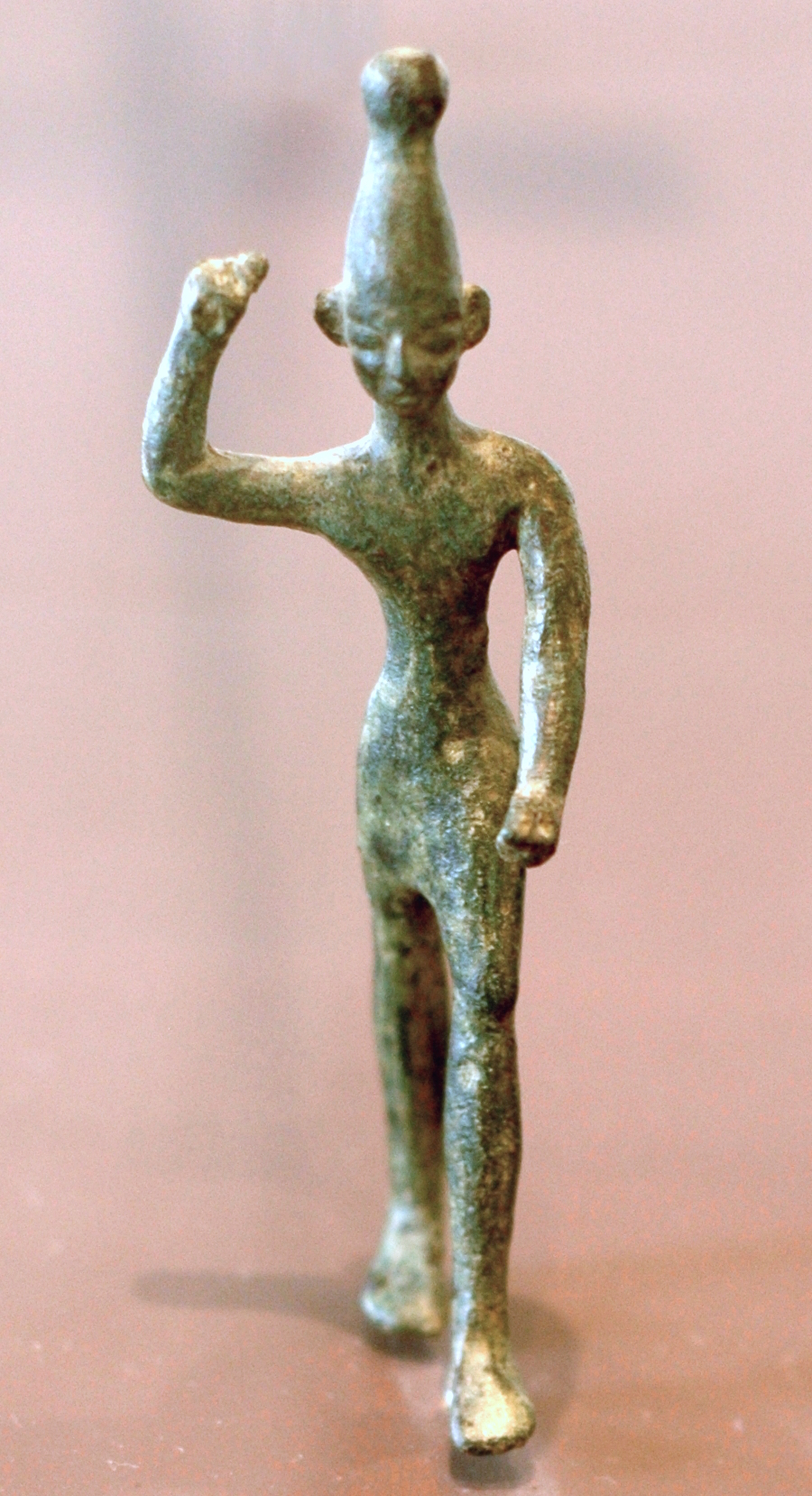
Soška Baala

Za vlády Niqmepy (1313–1260) ztratil Ugarit ve sporu se svými sousedy (kde rozhodčím byli jako vládnoucí mocnost Chetité) asi třetinu své rozlohy. Chetité tím mířili i na oslabení podezřelých vztahů Ugaritu s jižními královstvími (např. Amuru). Niqmepa si ještě před nástupem na trůn (přesně v r. 1314) vzal za ženu amorejskou princeznu Ahat-Milku (+ po r. 1239 !). Egypt mezitím pokračoval ve své snaze ovládnout syrskou oblast. Seti I. v roce 1290 vytáhl na sever, obsadil Kadeš a přinutil amorejského krále Bentešinu přidat se na jeho stranu. Ugarit však zůstal mimo nebezpečí egyptského vpádu, naopak pravděpodobně napomáhal chetitskému vítězství nad Egypťany u Kadeše v roce 1275.
Po Niqmepově smrti na trůn nastoupil jeho syn Amittamru II. (1260–1235). Spolku s ním vládla i jeho matka Ahat-Milku. Jeho nástup neproběhl zcela v klidu, neboť dva jeho bratři byli na příkaz Ahat-Milku deportováni na Kypr. Za jeho vlády nastalo v Ugaritu opět (a naposledy) období velkého hospodářského vzmachu, neboť v roce 1258 uzavřeli chetitský panovník Chattušiliš a egyptský faraon Ramesse II. mírovou smlouvu, čímž oblasti zajistili mír.
Amittaru II. se oženil s amorejskou princeznou, avšak záhy se s ní rozvedl (z důvodu „velkého provinění“, blíže nespecifikovaného), což vedlo k velmi dlouhému sporu mezi těmito dvěma zeměmi. Zatímco princezna i s věnem utekla domů, Amittaru II. ji žádal zpět k popravě. Nakonec se situace řešila vysokou finanční kompenzací. Ve hře byla i otázka nástupnictví, neboť syn, který vzešel z tohoto svazku, se raději přidržel své matky, a tak na trůn po svém otci nastoupil jeho druhý syn, Ibiranu.
Za vlády Ibiranua (1235–1225/1220) musela chetitská říše čelit vzmáhající se Asýrii. Ibiranu se oženil s princeznou Tryl, která – podobně jako její předchůdkyně Ahat-Milku – žila velmi dlouho a podílela se na vládě patrně až do pádu Ugaritu.
Niqmadu III. (1225/1220–1215) nastoupil po svém otci Ibiranuovi. Chetitská říše ztrácela na síle a Ugarit se pomalu vymaňoval z její moci. Existují záznamy o nepravidelném či nedostatečném odvádění dávek z Ugaritu a o stále samostatnějším jednání tohoto města. Snad jako snahu o upevnění chetitsko-ugaritských vztahů můžeme chápat sňatek Niqmadua III. s chetitskou princeznou Ehli-Nikkalu.
Posledním známým panovníkem Ugaritu byl Amurapi (1215–?). Ugarit se tváří v tvář slábnoucí chetitské říši, v níž kromě ekonomické krize probíhaly nástupnické zmatky a spory, začíná orientovat na Egypt, ale i ten má co do činění s vnitřní krizí.
Právě v této době počínajícího mocenského vakua v oblasti se na scéně objevily tzv. mořské národy, táhnoucí pravděpodobně z balkánských a egejských oblastí na jih. Za oběť jim padla kyperská kultura, i když na její obranu např. sám Ugarit připravil 150 lodí sloužících k přepravě chetitského vojska na ostrov. Chetité nadále nejsou s to odolat tomuto náporu a tak je Ugarit, stejně jako ostatní města, nucen se o sebe postarat sám. Jelikož ugaritská administrativa pracovala až do posledních okamžiků života města, máme relativně podrobné zprávy až do jeho konce. Královský dvůr patrně město opustil zavčasu a stáhl se do vnitrozemí (kam přesně, není zřejmé). Poslední dochovaný list je adresován starším města a slibuje posily. V každém případě Ugarit padl někdy okolo roku 1185 př. n. l. a podobně jako jiná města v oblasti zmizel z mapy světa.